# 북용인 분기점
북용인 분기점(N.Yongin Junction, 북용인JC)은 경기도 용인시 처인구 포곡읍 금어리에 설치된 세종포천고속도로와 수도권제2순환고속도로가 만나는 분기점이다.

## 역사
- 2018년 7월 19일 : 분기점 신설을 위해 용인시 도시계획시설 교통광장에 처인구 포곡읍 금어리 일원을 금어 분기점으로 고시[1]
- 2025년 1월 1일 : 세종포천고속도로 남안성 ~ 남구리 구간 개통과 함께 통행 개시[2]

## 구조물 정보
- 위치 : 경기도 용인시 처인구 포곡읍 금어리

## 접속하는 노선

### 세종・포천방면
- 세종포천고속도로 (16번)

### 화성・양평방면
- 수도권제2순환고속도로 (5번)